# Beclean
Beclean (udtale: beˈkle̯an ; ungarnsk og tysk: Bethlen) er en by i distriktet Bistrița-Năsăud, i det nordøstlige Transsylvanien, Rumænien. Byen administrerer tre landsbyer: Coldău (Goldau; Várkudu), Figa (Füge) og Rusu de Jos (Alsóoroszfalu).
Byen har 11.260 (2021) indbyggere.

## Geografi
Byen ligger på det Transsylvanske Plateau, ved sammenløbet af floden Someșul Mare og dens biflod, Șieu. Den ligger i den vestlige del af distriktet, i en afstand af 30 km fra byen Năsăud og 36 km fra distriktshovedstaden Bistrița; byen Dej ligger 27 km mod vest, i distriktet Cluj.